# Tecomate, Tepetzintla
Tecomate är en ort i Mexiko.   Den ligger i kommunen Tepetzintla och delstaten Veracruz, i den sydöstra delen av landet, 230 km nordost om huvudstaden Mexico City. Tecomate ligger 390 meter över havet och antalet invånare är 915.
Terrängen runt Tecomate är huvudsakligen kuperad, men åt sydväst är den platt. Runt Tecomate är det ganska tätbefolkat, med 65 invånare per kvadratkilometer. Närmaste större samhälle är Cerro Azul, 13,2 km öster om Tecomate. Trakten runt Tecomate består till största delen av jordbruksmark.